# 京阪1900系電車
京阪1900系電車（けいはん1900けいでんしゃ）は、1963年（昭和38年）に登場した京阪電気鉄道（京阪）の電車。本項では3代目特急専用車として1956年（昭和31年）に登場し、のちに、車体構造の似ている1900系に編入された京阪1810系電車（けいはん1810けいでんしゃ）についても解説する。
本項では便宜上、1963年に登場した1900系を「1900系（新）」と表記する。

## 概要
本系列は、1963年（昭和38年）4月16日の京阪本線の淀屋橋駅延伸開業に伴う特急の増発、および1800系 (初代)のマイナーチェンジ車である1810系の改造編入によって登場した、京阪として4代目の特急専用車である。特急運用離脱後は、一般車（通勤用）に改造されて2008年まで運用された。
旧1810系編入車の製造初年は1956年（昭和31年）であり、長くとも車齢40年程度で淘汰されるのが一般的な鉄道車両にあって、これらは新造以来およそ45年、最長で52年という当時としては異例の長期間に渡り本線運用に充当され続けた。

## 車種構成
本系列は、1810系からの編入車と1900系としての新造車の2グループで構成される。このため、各形式には両グループそれぞれに属する車両が混在している。その車種構成は以下の通り。
- 1900型[注 2] 制御電動車（Mc）
- 1950型 制御車（Tc）および 付随車（T）
- 1980型 電動車（M）

各形式は、様々な要因から極めて複雑な仕様・構成となっている。

## 1810系

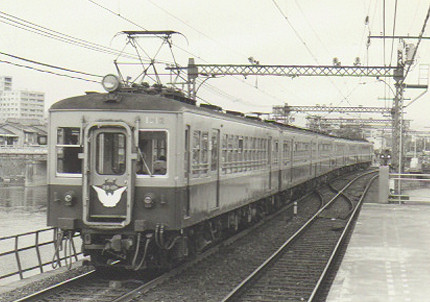
特急時代の1900(1810)系電車（1971年頃 七条駅）

1810系は、1956年から1958年にかけて2代目特急専用車である1800系の増備車として製造された。
新造時の車種構成は以下の通り。
- 1810型：制御電動車（Mc）
- 1880型：制御車（Tc）および付随車（T）[注 3]

これらは、以下の19両が2社によって製造された。
第1次車（1956年1月竣工）
- 1810型1811 - 1816：川崎車輌（現・川崎車両）
1811 - 1814が片運転台車で奇数車が三条向き、偶数車が天満橋向きに運転台を備える。これに対し、1815と1816は増結用両運転台車である。
- 1880型1884・1885：川崎車輌
ともにテレビを搭載する付随車である。

第2次車（1957年8月竣工）
- 1810型1817 - 1819：川崎車輌
全車片運転台車で、奇数車と偶数車の関係は第1次車と同様である。
- 1880型1886・1887：ナニワ工機（現・アルナ車両）
ともにテレビを搭載する付随車である。
- 1880型1888・1889：川崎車輌
ともに天満橋向きに運転台を備える制御車である。このうち1888は連結面側が丸妻の増結用車である。

第3次車（1958年12月竣工）
- 1810型1820：川崎車輌
偶数車ながら、例外的に三条向き片運転台車となっている。
- 1880型1890・1891：川崎車輌
ともに天満橋向きに運転台を備える制御車である。このうち1891は連結面側が丸妻の増結用車で、テレビを搭載する。
- 1880型1892：ナニワ工機
テレビを搭載する付随車である。

これらは1800系の3 - 5次車という性格が強く、特に1880型は完全な連番となっている。運用面でも1700系・1800系と共通運用に充当されていた。

### 車体
車体設計は1800系のそれを踏襲し、意匠面でも同様の外観を備える全鋼製車体を採用する。ただし、同系列と比較すると車体長が1m延長されて18m級となり、貫通路が原則的に狭幅で統一された点で相違する。したがって、外観上は窓下に補強用のウィンドウシルが露出する古風な設計であり、これは廃車までそのまま残されている。内装についても鋼板の上からピンク色の塗料による塗りつぶしを行ってあり、第2次車以降天井の蛍光灯が20W管32本から40W管16本に変更された以外は座席仕様も含めて1800系クロスシート車と同一仕様であった。塗装は落成当初は1700系から採用された上半および屋根はマンダリンオレンジ■、下半はカーマインレッド■の京阪特急色であった。
窓配置は片運転台車がd1(1)D10D(1)1、両運転台車がd1(1)D9D(1)1d、中間車が11(1)D10D(1)11（d：乗務員扉、D：客用扉、(1)：戸袋窓）で、中間車は車端吹き寄せ部の寸法を最小とした上で両端の側窓寸法は他より狭くし、また片運転台車の連結面最寄りの側窓と妻板の間の吹き寄せ部の幅を大きくとるなどの調整により、各車の寸法を揃えている。
なお、本系列以降、付随車については全席クロスシート化が実現している。
京阪特急の代名詞となったテレビは、当初中間付随車である1880型の第2次車である1886と1887の新造時に21インチ白黒受像器が設置され、これと前後して既に営業運転に就役していた1884と1885に追加設置、さらに1958年6月には増結用の1815と1816にも追加で設置された。併せて客席窓下にはスピーカーと音声スイッチも新設された。
また、1815と1816の2両は当初両運転台車として製造されたが、これは1両単位での機動的な増解結運用を目的として計画されたものであり、特急の単行運転は企図しておらず、増結運用終了後の車庫への単車回送の必要性から、特に両運転台とされたものであった。実際にもこれらによる単行での営業運転は実施されていないが、1815が独立回転式車輪台車（後述）の試験に充てられた際にはこの単行運転可能な仕様が有効に活用された。

### 主要機器
1800系の増備車であり、就役当初は同系列による特急車編成への増結用として混結も頻繁に行われた。このため、主電動機や主制御器、それにブレーキ装置といった併結時に互換性が問題となる主要機器については、基本的に1800系のそれを踏襲している。

#### 台車
台車は新造の段階では1800系と同様、汽車製造と住友金属工業による以下の各形式を装着する。
汽車製造
- KS-15
1811 - 1815に装着。1803で試験採用されたKS-9の量産型に相当するシンドラー式[1]円筒案内式台車[注 8]である。枕ばねはコイルばねで、オイルダンパを併用する。中空軸平行カルダン駆動に対応する。
- KS-51
1817 - 1819・1886・1888・1889に装着。KS-50（後述）での試験結果を受け、KS-15の枕ばねをベローズ式空気ばねで置き換えた汽車製造製シンドラー式[1]空気ばね台車。このため、揺れ枕部以外の基本設計はKS-15に準ずる。日本初の量産空気ばね台車である。中空軸平行カルダン駆動に対応する。
- KS-56
1820・1890・1892に装着。KS-51と軸箱支持機構や側枠の基本構造は共通のシンドラー式[1]空気ばね台車。ただし、ボルスタアンカーの取り付け位置を変更して乗り心地のさらなる改善を図っている。中空軸平行カルダン駆動に対応する。

住友金属工業
- FS310
1816・1884・1885・1887に装着[注 9]。フランス国鉄の電気機関車で採用されていたアルストムリンク式台車に範を取って開発された台車で、KS-15と同じく枕ばねはコイルばねとオイルダンパを併用する。軸箱支持機構以外は1800系に採用されたFS304の設計を流用している。WNドライブに対応する。
- FS327
1891に装着。空気ばねの実用化で出遅れていた住友金属工業が開発した、京阪向けでは最初の空気ばね台車である。FS310を基本として枕ばねの空気ばね化を実施した、アルストムリンク式台車である。

1800系編成に組み込まれていた1884と1887の2両を除く第1次車の金属ばね台車は、第2次車の就役後に順次すべて空気ばね台車に交換されていった。
1811・1812は1958年11月にKS-56へ、1813 - 1815は1957年6月にKS-51へ、1816は1958年11月にFS327へそれぞれ新製交換が実施され、残る1885については1957年4月に日本初の実用空気ばね台車である汽車製造KS-50を1759から転用して装着した。このKS-50は特殊構造の試作台車であり、保守面などにいくつかの問題点が見られたものの、その乗り心地は非常に優秀であったと伝えられており、1973年の3000系 (初代)増備に伴う1900系の普通車格下げ時に2000系用予備品であった汽車会社製KS-58シンドラー式空気ばね台車へ振り替えられるまで好評裏に営業運転に使用された。
なお、この空気ばね台車への交換で1811 - 1815から捻出されたKS-15と1816から捻出されたFS310は1650型の新造時に転用された。これらはその後同形式の電装による630形への改造と関連して600系・1700系・1800系の間で転用を重ね、中日本重工MD-7形短腕軸梁式台車（1700系用）を筆頭とする初期の特殊な試作台車の淘汰に貢献している。

##### 特殊台車の試験
「台車の京阪」の呼び名に相応しく、1810系は汽車製造による以下の2種の新型試作台車の実用試験に際し、テストベッドとして供されている。
- KS-57
KS-50台車の試験時に得た経験から空気ばね台車の開発で主導的立場にあった高田隆雄技師（当時）の発案により、汽車製造は空気ばねを枕ばねに用いることで軸ばね部分の構造を極端に簡略化した、1自由度系の極めてシンプルな構造の台車の開発を進めていた。
これは軸受に防振ゴムを巻いて台車枠に固定し、左右の側枠はつなぎ梁で柔結合して線路の変位に追従可能とする簡素な軸箱梁式台車で、空気ばねによる優れた乗り心地を低コストに提供することを目的として開発されたものであり、それゆえその低廉な製作コストを強調して「エコノミカルトラック」と命名された。
1959年に完成し、KS-57と付番されたこの新型台車の高速電車向け試作第1号の実用試験車として1810系が選ばれたのは、既に最新の汽車製造製シンドラー式[1]空気ばね台車が装着されており、乗り心地の比較が容易に行えたためである。また、同時に開発中の2000系やそれ以降の通勤車においてこの新しい構造の台車を本格採用することを京阪側が真剣に検討しており、自社線の軌道への適合状況を確かめる必要があったためでもあった。
実用試験においては1890と1820に順次本台車を装着して試験走行が実施され、特に高速運転時にビビリ振動が発生しやすいという問題が判明した。だが、それでも京阪線の場合、通勤車については従来の金属ばね台車に比して充分なメリットがあると判断され、2000系用として正式採用された。
こうして、量産が開始されたエコノミカルトラックは、1960年に竣工した2000系第2次車に装着されたKS-63以降、1978年竣工の1000系第6編成の川崎重工業KS-77Aまで順次改良を加えつつ、18年に渡り歴代の京阪通勤車用として大量に製造され、現在も使用され続けている。
なお、この系統の台車は京阪以外では、初の実用化例となった南海電気鉄道阪堺線（→阪堺電気軌道）モ501形用KS-53（1957年）、それにその増備としての351形用KS-69（1962年）と路面電車では長期使用が続けられている例が複数あるものの、高速鉄道では京阪神急行電鉄（→阪急電鉄）が1300・2000・2100・2300の各系列にそれぞれ若干数を使用した[注 12]に留まり、その意味でも京阪の車両を特徴付ける台車といえる。

- KS-68
淀屋橋駅延伸開業に伴う1900系の新製前に、1815を用いて汽車製造製のKS-68と呼ばれる試作台車の試験が行われた。
これは独立回転車輪式と呼ばれるもので、上述の「エコノミカルトラック」軸箱梁式台車を基本としており、その名の通り左右輪が別々に回転できる構造となっている。これは曲線通過時の内・外輪の回転差を吸収し、横圧や競り上がり、フランジきしり音の低減を図る構造となっていて、原理上蛇行動が発生しないという特徴もあった。このため、線形の良くない京阪は当時計画中の次期特急車[注 13]の曲線通過速度の向上に対する多大な期待を込めて試験に臨んだ。
この台車は4つある車輪のうち各軸各一輪が通常通り車軸と固定され、もう一方がベアリング支持によって車軸とは独立して自由に回転できる仕組みになっていた。これにより、曲線区間において外周と内周の回転数差を吸収することで車輪の摩耗軽減や蛇行動の解消などが実現するものと期待されていたのである。
その車輪は固定側がプレート車輪で外側軸受け、自由側はスポーク車輪で内側軸受けとなっており、さらに重量バランスをとるため点対称の平面レイアウトとされたため、大変に特異な外観であった。この台車は、構造上全輪を駆動するには主電動機の動力伝達機構が複雑になるという問題があり、特に自由回転車輪側は曲線区間で異なった回転数となり、自動車と同様にディファレンシャルギアを介する必要があった。
このため、主電動機を通常より小型化する必要があり、この台車を採用した場合、出力低下を補うために全電動車化が必須と見なされた。また、この構造では車輪間のバックゲージを正しく維持することを保証できない点が関係方面から指摘されたためもあって、最終的に計画中止となっている[注 14]。
なお、同様の試験は、台車の蛇行動の防止を目指した国鉄の他、振り子式との組み合わせも視野に入れた小田急電鉄でも実施されたが、曲線部でのメリットは確認されたものの、直線部では片方のレールに寄りっ放しになるなどの欠点もあり、いずれも本採用に至っていない。

#### 主電動機・駆動装置
第1次車の1810形6両の中で唯一FS-310を装着した1816は、1800系の前例に倣い、三菱電機製MB-3005-C+WNドライブとされ、それ以外は東洋電機製造製TDK-809A+中空軸カルダン駆動で、いずれの電動機も同一仕様である。なお、東洋電機製造製主電動機搭載車に採用された中空軸カルダンはたわみ板による継ぎ手を採用しており、特殊な歯車を採用していた1800系のものとは構造が相違している。

#### 制御器
制御器は1800系とほぼ同仕様の東洋電機製造製で統一されており、1軸電動カム軸式のACDF-H4108-555Cが搭載されている。

#### ブレーキ
ブレーキも、1800系と同仕様のA動作弁による自動空気ブレーキに中継弁と発電ブレーキとの同期機能を付加したAR-Dブレーキ（付随車はARブレーキ）である。

### 1810系から1900系への編入
1810系は、1963年の淀屋橋延伸に伴う1900系の新造に際し、車齢が若く車体長が1900系と同等で、しかも大半が空気ばね台車を装着していたことから、金属ばね台車を装着する1884・1887の2両を除く17両が若干の改修を実施した上で1900系へ編入されることとなった。
編入に当たっては、1810型1811 - 1819は順に1900型1901 - 1909と付番されたが、1820のみ運転台の向きに合わせて1911と付番された。これに対して1880型は1885・1886・1892の順に1950型1951 - 1953と付番されたが、運用の都合から車種の改変が一部で実施されており、制御車である1889 - 1891は制御電動車化され、淀屋橋向きの片運転台車であったことから1910・1912・1914と付番された。また、ただ1両のみ制御車のまま残存した1888については下一桁が1からの起番を原則とする京阪としては例外的に1950という番号を付与されている。
1810系編入車も内装は新造車に準じた形で変更され、窓枠をアルミサッシに交換の上、保護棒の設置も行われた。この後、テレビカーは1901・1907・1914・1951 - 1953に変更されている。
なお、残された1884・1887の2両は、それぞれ1850型1851・1852として1800系に編入され、1810系は系列消滅となっている。

## 1900系（新）

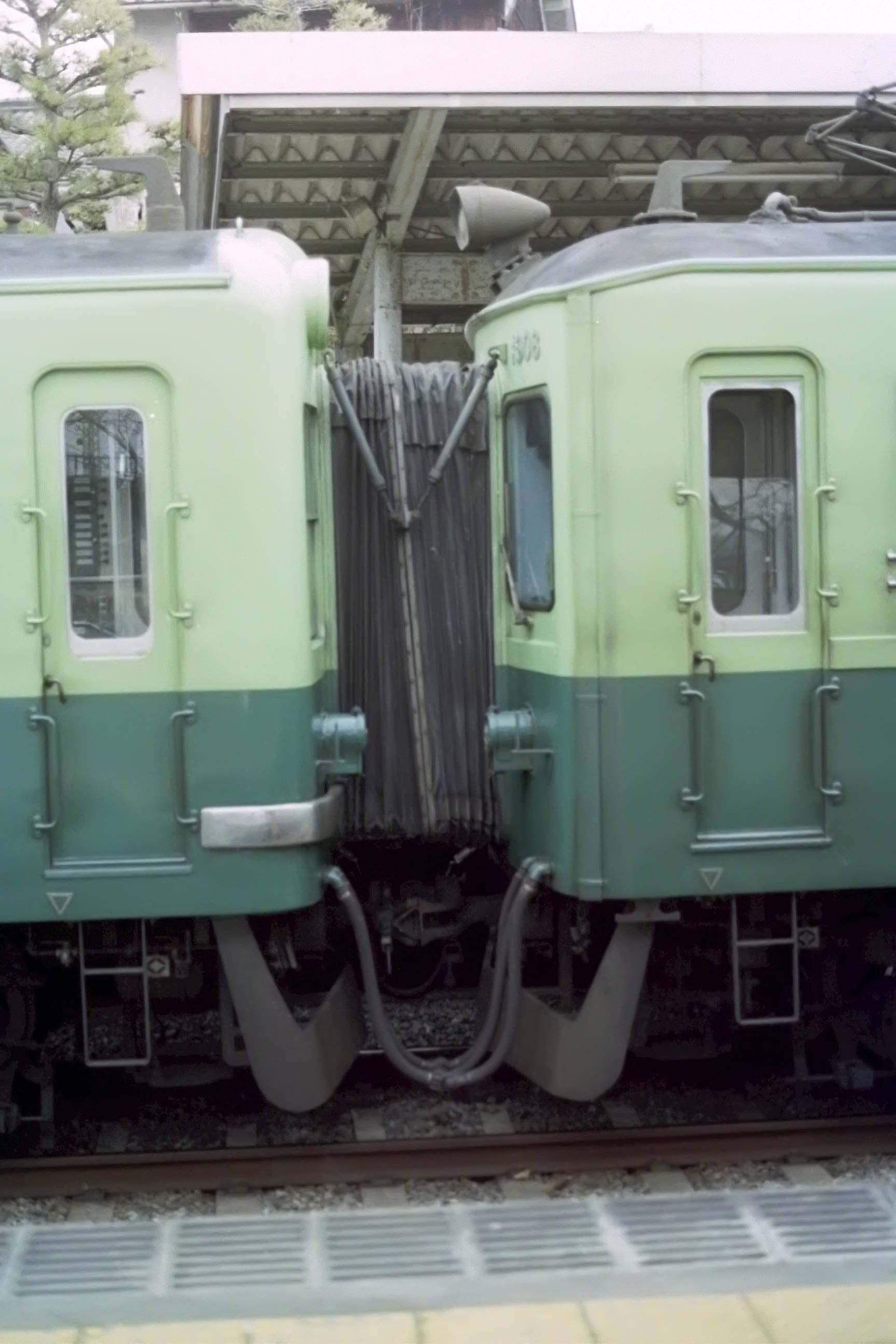
1900系新造車（左）と旧1810系の併結部

1963年の淀屋橋駅延伸に備え、輸送力増強とサービス向上を目的として、特急を18m車体・転換クロスシート・空気ばね台車に統一することとなった。そのために1962年度に一挙24両、1963年度に4両、合計28両が製造されたのが1900系（新）である。
新造車グループの車種構成は以下の通り。
- 1900型 制御電動車（Mc）
- 1980型 電動車（M）
- 1950型 付随車（T）

新造車グループは以下の28両すべてが川崎車輌（現・川崎車両）で製造された。
第1次車（1963年1 - 3月竣工）
- 1900型1913・1915 - 1931
1913・1915 -1924・1927 - 1931が片運転台車で、奇数車が三条向き、偶数車が天満橋向きに運転台を備える。これに対し、1925・1926は増結用両運転台車である。1927・1929・1931の3両は当初よりテレビを搭載し、1923には後日追加で搭載されている。
- 1950型1954 - 1957
いずれもテレビを搭載する付随車である。車内の全席がクロスシートとなっている。
- 1980型1981・1982
1810系には存在しなかった電動車である。中間車であるがテレビは搭載されていない。

1810系とは異なり、長大編成化傾向に対応して中間電動車が新規に設計されているのが特徴である。
淀屋橋駅延伸開業にあたっては第1次車から1917 - 1920による2両編成2本を抽出して地下区間に先に搬入し、試運転列車としてこの区間を往復させている。
第2次車（1964年2月竣工）
- 1980型1983 - 1986
淀屋橋駅延伸開業後の特急の好評により、6両編成化が実施されるのに対応して用意された。仕様は1次車と同一である。

これら28両の新造車は1810系からの編入車17両と全く同等の扱いで混用された。

### 車体
車体の基本レイアウトは1810系のそれと酷似しているものの、前面は2000系と同様のデザインになり、さらに銀色の飾りバンパーが取り付けられている点が異なる。車体は2000系の開発成果を取り入れて軽量形鋼を用いた準張殻構造に進化し、さらなる軽量化が図られた。外観上は雨樋の位置が上がり、張り上げ屋根となり、ウインドウシルが側板の内側に入れられたため、すっきりしたスタイルとなった。屋根は落成直後は1700・1800・1810系の特急車と同様に全体が橙色であったが、その後のATS取付工事完了までに一般車と同様の灰色塗装に変更され、わずか数年で屋根の橙色塗装は消滅している。この時、旧1810系のグループも屋根の塗り替えを行った。
窓枠にはアルミサッシが採用され、隅には丸み(R)が付けられた。淀屋橋地下線乗り入れを前提として設計されたため、当初より窓の外に保護棒が設置されている。
内装については、1810系のピンク色塗りつぶしから薄茶色のメラミン樹脂化粧板貼り付けに変更され、座席もエンジ色から橙色・白色・黒色の3色で縦縞が織り込まれたものにグレードアップされた。座席配置は、1810系からの編入車に準じ、主電動機を装架しない中間付随車のみオール転換クロスシート、それ以外は扉間が転換クロス・車端部はロングシートである。これは車端部の主電動機点検蓋と座席が干渉するのを回避することを目的としており、当時の2扉クロスシート車の定番レイアウトであった。
伝統のテレビカーは、23型白黒テレビに大型化された。またアンテナに改良が加えられ、1923・1927・1929・1954 - 1957に各2基ずつ向きが直角になるように設置され、自動で電波強度を比較して受信するようになった。
1700系以来行われている混雑対策の補助いすの搭載が引き続き行われた。これは折り畳み式のパイプいすであるが、座面と背ずりには茶色のモケットが張られた特注品であった。

### 主要機器

#### 主電動機・駆動装置
主電動機および駆動装置は1810系のそれを継承し、東洋電機製造製TDK-809A+中空軸カルダンを主体として、慣例通り住友製台車を装着する1915と1916のみ三菱電機MB-3005D+WNドライブが採用された。いずれの主電動機も1810系用と同仕様であった。

#### 制御器・ブレーキ
主制御器はカム軸を2軸化して応答性能を改善した電動カム軸式の東洋電機製造製ACDF-H4108-569Aで統一されており、空制系は引き続き日本エヤーブレーキ（→ナブテスコ）製AR-Dブレーキ（付随車はARブレーキ）が採用された。

#### 台車
台車は汽車製造・住友金属工業の2社が担当し、以下のように全車空気ばね式で統一されている。
汽車製造
- KS-70
1913・1917 - 1931に装着。KS-51・56の系譜に属するシンドラー式[1]空気ばね台車。ただし空気ばねの横剛性を活用し、揺れ枕吊りを廃止したインダイレクトマウント式台車となって乗り心地がさらに向上している。中空軸平行カルダン駆動に対応する。

住友金属工業
- FS327
1957に装着。元は1891→1914に装着されていたアルストムリンク式台車で、電装が困難であったことから新造付随車の1957に転用された。
- FS347
1915・1916に装着。板ばねを軸箱案内に用いるミンデンドイツ式台車。軸箱支持機構の制約から台車枠の全長が長くなるためか軸距が2300mmと他系列よりも300mmも延伸されており、曲線通過時の輪重抜け回避のためか柔らかいコイルばねとオイルダンパを併用している。編入車の1891→1914にも採用され、また、1965年には1984 - 1986についてもKS-70の予備台車確保のためかこの形式を新造して交換している[注 22]。WNドライブに対応する

## 歴史（昭和期）
以上の通り、28両の新造車と17両の1810系からの編入車よりなる45両の本系列により、京阪特急は空気ばね台車装備車による5両ないしは6両編成で運行されることとなった。
この1900系の就役と淀屋橋延伸開業による大阪方（特に大阪市の中西南部や南海沿線など）の飛躍的な利便性改善は、京阪間における京阪特急の地位を大きく向上させるものであった。前述のとおり6両編成化が行われたほか、従来は急行・臨時急行を頻発させていた正月ダイヤにおいて特急・臨時特急の運転を開始し、休日や行楽期には臨時特急の増発・増結が一層頻繁に行われるようになった。なお、本系列の営業運転は淀屋橋駅延伸開業を待たずに1963年1月より開始されたため、地上時代の天満橋駅にも営業運転で入線した実績がある。

### 編成組替
本系列は、新造車28両の就役開始後、需要に応じた編成の組替や細部の改修が相次いで実施された。
- 1966年に電動車の不足していた1800系へ主要機器を供出すべく、電動車の1980型1985・1986の2両を電装解除し、付随車化して1950型1958・1959とした。これにより旧1810系の1851・1852がそれぞれ電装の上で1871→2代目1881と1872→2代目1882に改番[注 24]されている。
- 1810系編入車（1905・1906）と新造車（1925・1926）にそれぞれ2両ずつあった増結用の両運転台車は、ATSの導入に伴い高価なATS機器購入コストの節約のために1両単位の機動的な増解結運用を断念したことから、1967年に片方の運転台を簡易撤去した。また、ただ1両の制御車となっていた1950もこの時に運転台撤去・付随車化されている。
- 側面の特急サボは千里丘陵での日本万国博覧会開催を翌年に控えた1969年頃より英文入り（英文は青地で「LTD.EXPRESS」）となった。
- 1810系編入車については1969年から1970年にかけて、前照灯を照度アップによる保安性向上を目的としてシールドビームに変更している[4]。これは元の砲弾型ケースを横長のものに取り替え、そこにシールドビームを2つ内蔵したものであった[注 25]。
- 正面の貫通幌は当初車体色と同じオレンジ色に塗られていたが、塗装簡略化のため、屋根の塗装を変更したのと同時期に、一般車と同じくグレーの地色のままで使用されるようになった。さらに1971年に3000系第1次車が竣工すると、緊急時にそれとの併結を可能にするため、基本編成の全先頭車の運転台側貫通幌は同系列と同じ成田型リコ式に変更された[4]。もっとも、同系列と本系列が特急車として併用されていた期間には両系列を併結運転する必要が生じなかったため、実際には併結は試運転を含め一度も行われないまま終わっている。
- 1971年に特急の輸送力増強を目的として一部編成を組み替え、3編成の7両編成化[注 26]が実施された。この編成替えと同年8月の全面ダイヤ改正における特急の日中15分ヘッド化[注 27]による特急車不足を補う目的で製造されたのが3000系である。また、4月30日からカセットテープによる自動案内放送装置の使用が開始された。
- 1972年から特急車をすべて3000系へ置き換えることとなったため、1900系による定期特急運用は翌1973年7月で終了となった。

### 一般車への格下げ

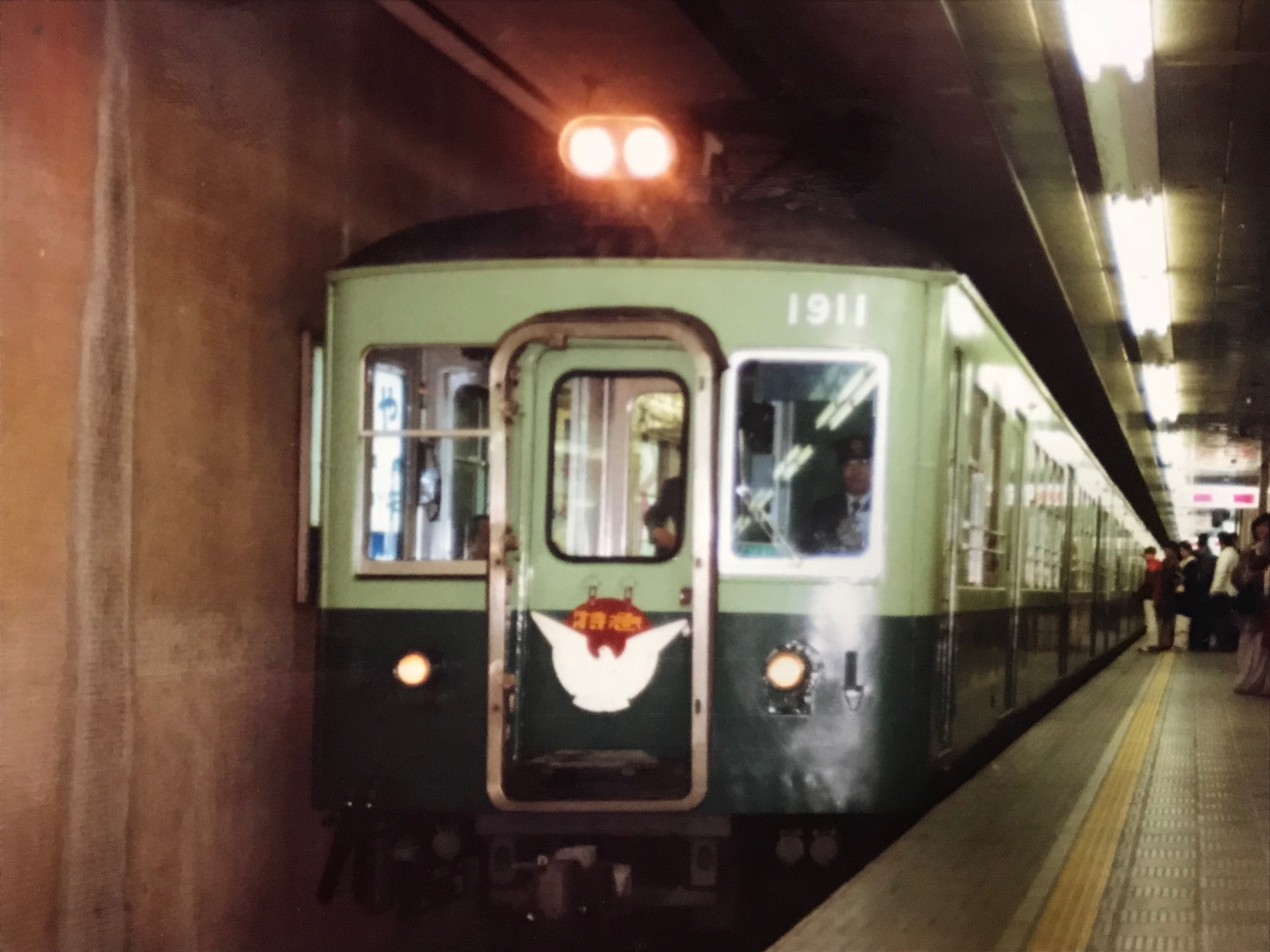
一般車に格下げ後正月の代用特急に充当時

3000系特急車の就役開始に伴い、1972年から順次格下げ改造工事が行われた。車体中央への客用扉の増設・ロングシート化・テレビ撤去などが実施され、座席のモケットは一般車と同じ緑色に、また車体塗装も一般車と同じグリーンの濃淡2色塗り分けに変更されている。増設された扉は車体中央の側窓2枚を潰して設置した片開き扉が原則であるが、扉間の窓の枚数が元々1枚少ない元両運転台車（1905・1906・1925・1926）については、他車と扉位置をそろえるために車体中央部の側窓3枚をつぶして設置した戸袋窓のない両開き扉となっている。この際に1905と1906の2両は残った運転台も撤去して完全な中間電動車となり、1980形1991・1992へ改番された。また、片運転台車からも1931の運転台が同様に撤去されて2代目1985に変更されている。
なお、編成は当初7両編成での運用も行われていたが、後に新造1900系2両と元1810系3両を組み合わせた5両編成に組み替えられ、前後で前面スタイルが異なるという編成で運用された。格下げ後は普通を中心に運用されたが、架線電圧が1,500Vに昇圧されるまでは1900系は3000系をも上回る乗り心地の良さと走行特性ゆえに、正月をはじめとする多客期の臨時特急に積極的に充当された。

### 昇圧改造

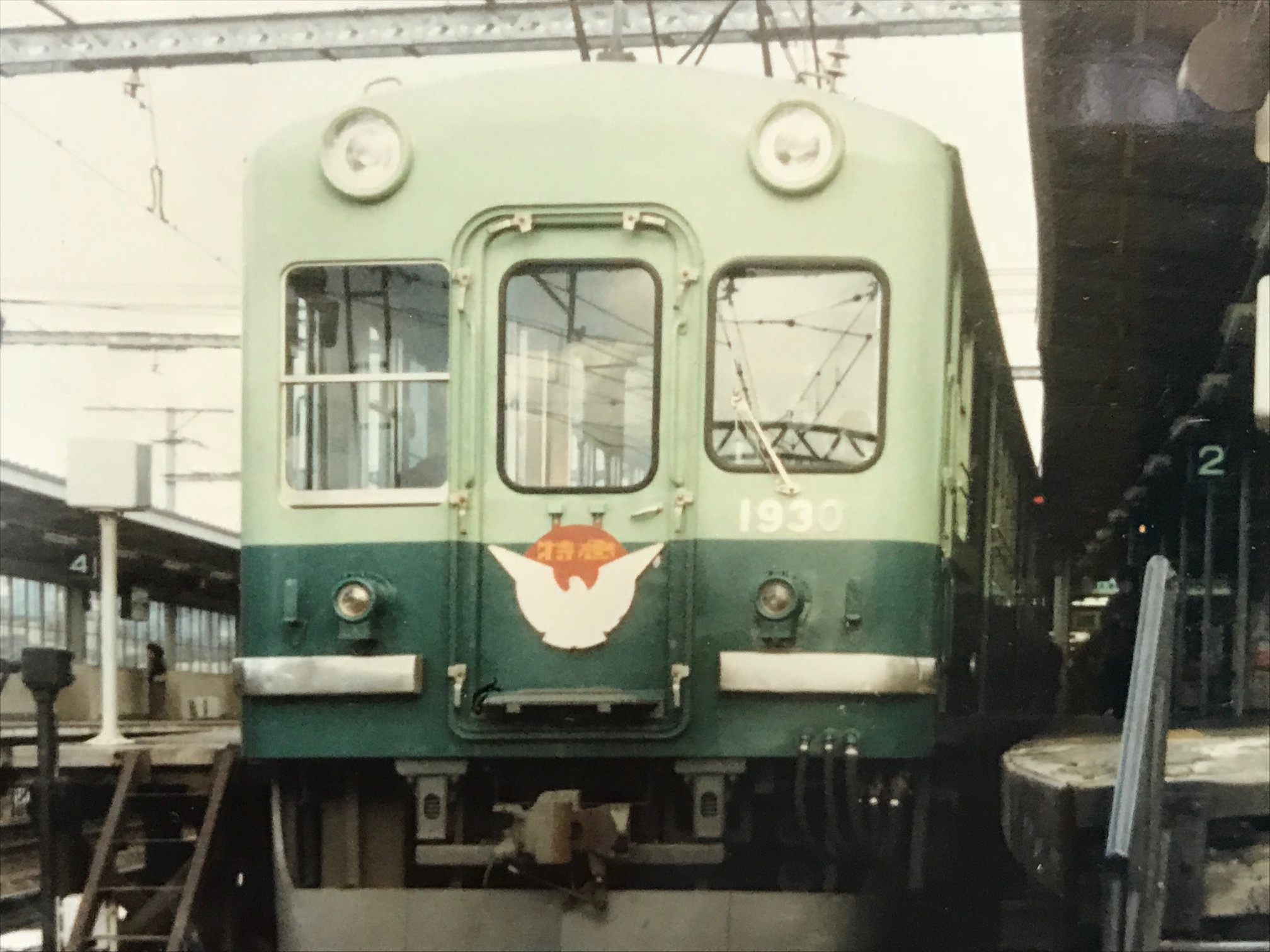
昇圧改造後正月の代用特急に充当時

京阪線の昇圧に際し、準備工事も未実施の本系列は1979年から検査周期にあわせて大規模な改造工事が実施されることとなった。
この昇圧改造工事に当たっては、改造コスト削減を重視し、基本的には2両の電動車の制御器を高圧・低圧の直列ペアとして同期動作させる親子方式が採用された。ただし支線区運用の機会が多いことを考慮し、一部については1両の電動車内で回路が完結する1C4M方式による単車昇圧方式が選択され、いずれもオリジナルのES-569Aを改修して対応している。また、同時に各主電動機の絶縁強化が実施され、これにより端子電圧300 V時 1時間定格出力 90 kW が、架線電圧の昇圧後は端子電圧375 V時 1時間定格出力 108 kW と実に20パーセントの出力向上となっている。
ブレーキ装置は、格下げ時に特急時代のままのAR-D発電制動付き自動空気ブレーキとされていたため、以後の高性能車に採用されたHSC系の電磁直通ブレーキあるいはHRD系の電気指令式ブレーキの応答性能に慣れた乗務員から扱いにくいという苦情が寄せられていた。このため本系列は、昇圧対応改造が実施された際にブレーキも併せて改修されてHSCへ変更され同時に手ブレーキが撤去された。ただし、主回路の複雑化を避けるために停止用発電制動は設置されなかった。また、正面にスカートが取り付けられ、側面には種別表示幕が設置されている。また、コンプレッサーもDH25型から昇圧即応のHB-1500B型の新品に交換された。なお、新造車グループの先頭車については、この時に前照灯ケースはそのままで、電球のみをシールドビームに交換している。また、貫通幌は釣具式に戻された。
また旧1810系グループの先頭車については運転台の窓枠がオリジナル金属押さえからHゴム固定に、乗務員室内のデコラが1810系以来のものから新造車グループ同様にブラウンリネンの化粧板に改められている。

### 冷房化とリニューアル

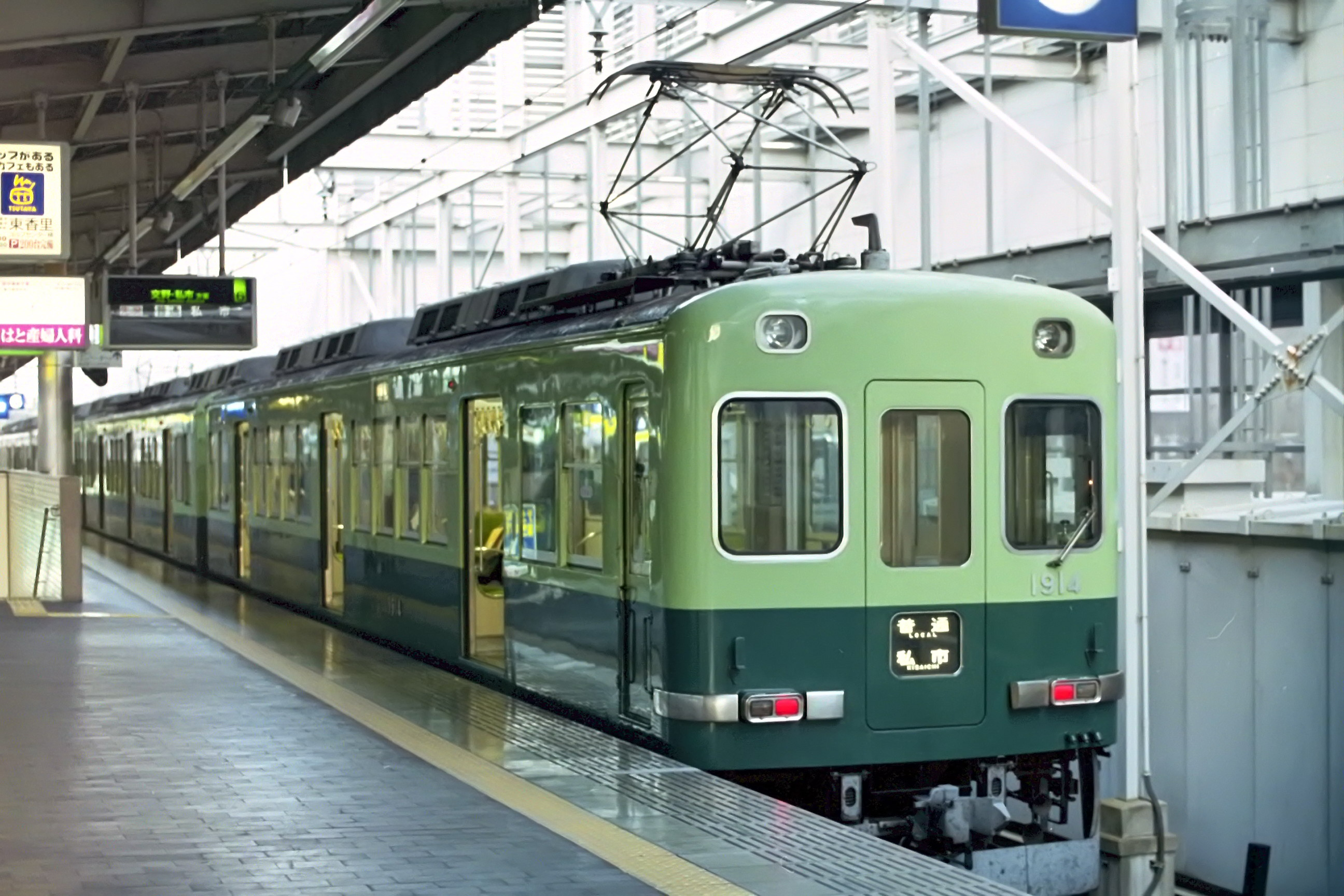
1914　旧1810系冷房改造車

架線電圧昇圧後の1985年からは順次冷房化工事が施行された。この工事では重い冷房装置を屋根上に搭載する必要から車体の補強も実施されることとなり、構体を全面的に分解しての徹底的な補強・更新工事となった。
この工事では1810系編入の運転台付き車両は1914を除く全車が運転台を撤去して中間電動車に変更され、全編成においてバンパー付きの1900系新造車が先頭に立つことになった。しかし、編成数に対して運転台付き1900系新造車の車両数が不足したことから、旧1810系グループの1914は前照灯を移設してシールドビームを前面左右の窓上に埋め込み、先頭部でやや垂れ下がった独特の雨樋取り付け位置を変更して前頭部を張り上げ屋根化するなど、1900系新造車グループに準じた造形に修正の上で先頭車として継続使用されることになった。なお、1914に埋め込まれたシールドビームは角形となり、異彩を放っていた。
加えて、新造車グループについても貫通幌を撤去、正面貫通扉を2200系と同様に外開きの非常口へ変更し、方向幕と種別表示幕を取り付け、さらに標識灯が横並びの2灯式となって2分割されたバンパーの間に組み込まれるなど、本系列の外観イメージを極力崩さないように配慮しつつ、他の通勤車との仕様統一が図られている。
この工事で搭載された冷房装置は三菱電機CU-197で、これは6000系初期車の冷房出力強化による発生品を再利用したものである。ただし、同系列時代は1両あたり3基搭載であったものが4基搭載に強化されており、冷房能力に不足はない。この冷房化に伴い側窓の下段が固定され、保護棒が撤去されている。
また、この際に制御装置も1C8M方式のACF-H8108-569改に再改修・統一されて親子方式が解消されている。
冷房化当初は4両編成（3M1T）2本・5両編成（4M1T）6本・7両編成（5M2T）1本で計画されていた。このため、4両編成の大阪方先頭車であった1930と7両編成の4両ユニットの中間車であった1997はユニット中のパンダグラフを2個とするため車体更新に際してパンタグラフを撤去した。また、4両編成の京都方先頭車であった1929と7両編成の4両ユニットの京都方先頭車であった1913は1C4M方式の制御装置とされていた。その後、工事の途中で5両編成に統一されることになった。不足する電動車1両は中間付随車の1959を1800系からの発生品を用いて電装して充当した。前述の通り本車は旧1986であり、約20年ぶりの再電装となった。さらに5両編成への統一時に1913と1929は、他の京都方先頭車と同様に1C8M方式の制御装置に再改造されている。1930と1997へのパンタグラフの再搭載は行われていない。元両運転台車の1925は車体更新に際してパンタグラフを大阪方から京都方に移設している。これにより1930を除く1900形はパンタグラフが運転台寄りに統一された。
内装関係では登場以来のブラウンリネンをやめて、6000系以降で採用された白壁の化粧板にリニューアルされた。また、ドアが開く際の車内自動放送装置、車外ブザー兼放送装置も設置された。
なお、これらの一連の工事コストが会社側の予想を超えたことは、後に本系列より車齢が若い3000系の廃車を早める原因の一つとなった。一貫して特急車として使用され続け、車齢20年程度で8両を残して50両がそのまま廃車となった同系列と比較すると、結果的に特急運用から早々と撤退に追い込まれて準急・普通を中心に運用され続けた本系列の方が長寿を保ったことになる。

## 歴史（平成期）

### 第1次廃車
その後は主に交野・宇治両線の普通用として21世紀初頭まで1両の廃車も出さずに長く運用が続けられてきたが、車体のみならず、台車や制御器などの主要機器の老朽化とこれに伴うメンテナンスコストの増大が著しくなったため、支線区用新型車として2002年から10000系を新製投入し、これと順次置き換えてゆく方針が決定された。同系列の第1次車3編成が同年4月15日に就役したことによって老朽化が深刻な車両から淘汰が開始された。しかし、予算面の制約から10000系の追加新造による置き換えはままならず、この時点では2編成10両が淘汰されるに留まった。以後、同系列の追加新造は4年後の2006年まで中断されたため、同年初頭の時点でも本系列は5両編成7本の合計35両が引き続き在籍していた。
2003年のダイヤ改正で宇治線が通常4両編成限定運用とされたため、同線から本系列による定期運用が消滅した。ただし、同年8月10日の宇治川花火大会開催日に限り輸送力確保のために5両編成の本系列が宇治線運用に充当された。
9月6日のダイヤ改正では京都方の一部を除き7・8両編成に統一されたため、5両編成の本系列による昼間時間帯の本線運用が一旦は廃止された。しかしながら、2年半後の2006年4月16日のダイヤ改正で運用の見直しが実施された結果、5両編成による昼間の本線区間急行・普通運用が復活し、同様に5両編成を組む2600系との共通運用として再度充当されるようになり、平日夕方に運転される準急「ひこぼし」（天満橋→私市）の一部列車にも共通運用の一環として充当されるようになった。なお、K特急「おりひめ」（私市→淀屋橋）については本系列の列車種別表示幕にK特急・特急表示が用意されていなかったため、原則として定期運用は設定されていなかった。
なお、2001年12月28日に廃車となった車両（10両）が使用していたコンプレッサーHB-1500B型が10000系で再使用され（昇圧改造時に交換されたもので比較的新しい機器であった為）、台車の内、KS-70は一部が主電動機ごと叡山電鉄に譲渡され、同社のデオ720形の高性能化に活用されている。

### 特別塗装
2003年（平成15年）4月には、淀屋橋延伸40周年記念として開業時に記念祝賀電車として使用された1919と1920の2両が含まれる1919Fに翌2004年（平成16年）3月までの1年間限定で特急塗装が施され、各種イベントに用いられた。
塗装が一般塗装に戻ってからの2004年7月7日には、臨時の交野線直通K特急「おりひめ」と定期の同直通準急「ひこぼし」が私市駅で出会う「七夕の日イベント」に使用され、2年後の2006年の七夕には「ひこぼし」として「おりひめ」と並び、3年後の2007年（平成19年）7月7日にも交野線内折り返し定期各停運用の「彦星」編成として同イベントに使用された。
2005年（平成17年）からは1917Fにも、2006年からは1929Fにも鳩マーク掲出ステーが取り付けられ、2008年12月20日の運用終了まで同編成の先頭車の貫通扉には「特急」を表す鳩マーク掲出ステー（台座）が取り外されずに残っていた。
1919Fは2004年7月下旬からICカード「PiTaPa」のラッピング列車「e-kenet PiTaPa train」として10000系10001Fや7200系7203Fとともに使用された。なお、PiTaPaサービス開始を記念して同年8月1日に京橋 - 三条間で運行された2代目おけいはんを演じる江本理恵が一日車掌を務めたPiTaPa特別列車にも使用された。その後2年間に渡り運行され、2006年6月中旬頃に通常塗装に戻された。ただし、鳩マーク掲出ステーは廃車まで残されていた。
2006年7月には1929Fが運用開始50周年を記念して特急塗装となり、同月7日のイベントにおいて公開された。特急塗装の復活は前述の1919F以来2年ぶりで、運用終了までこの塗装で運用された。2007年の同日の七夕イベントには「織姫」編成として使用され、私市駅にて展示された。一方、通常塗装に戻った1919Fにも2006年7月8日から1929Fに取り付けられているものと同じ運用開始50周年を記念したヘッドマークを取り付けられた。両編成の50周年記念ヘッドマークの取り付けは2007年3月31日までの予定であったが、期間を延長して同年12月26日まで取り付けられた。その後、ヘッドマークおよびステッカーはすべて撤去されている。
2008年7月7日には、1919Fが朝のK特急「おりひめ」の一番列車に使われ、鳩マークが掲出された。淀屋橋到着後普通萱島行として運転されたが、鳩マークを裏返して前面右側に行先表示板を掲出した。また、1929Fは同日、「ひこぼし」編成として、通常用いられているものと反転したデザインの標識板を装着された上で使用された。

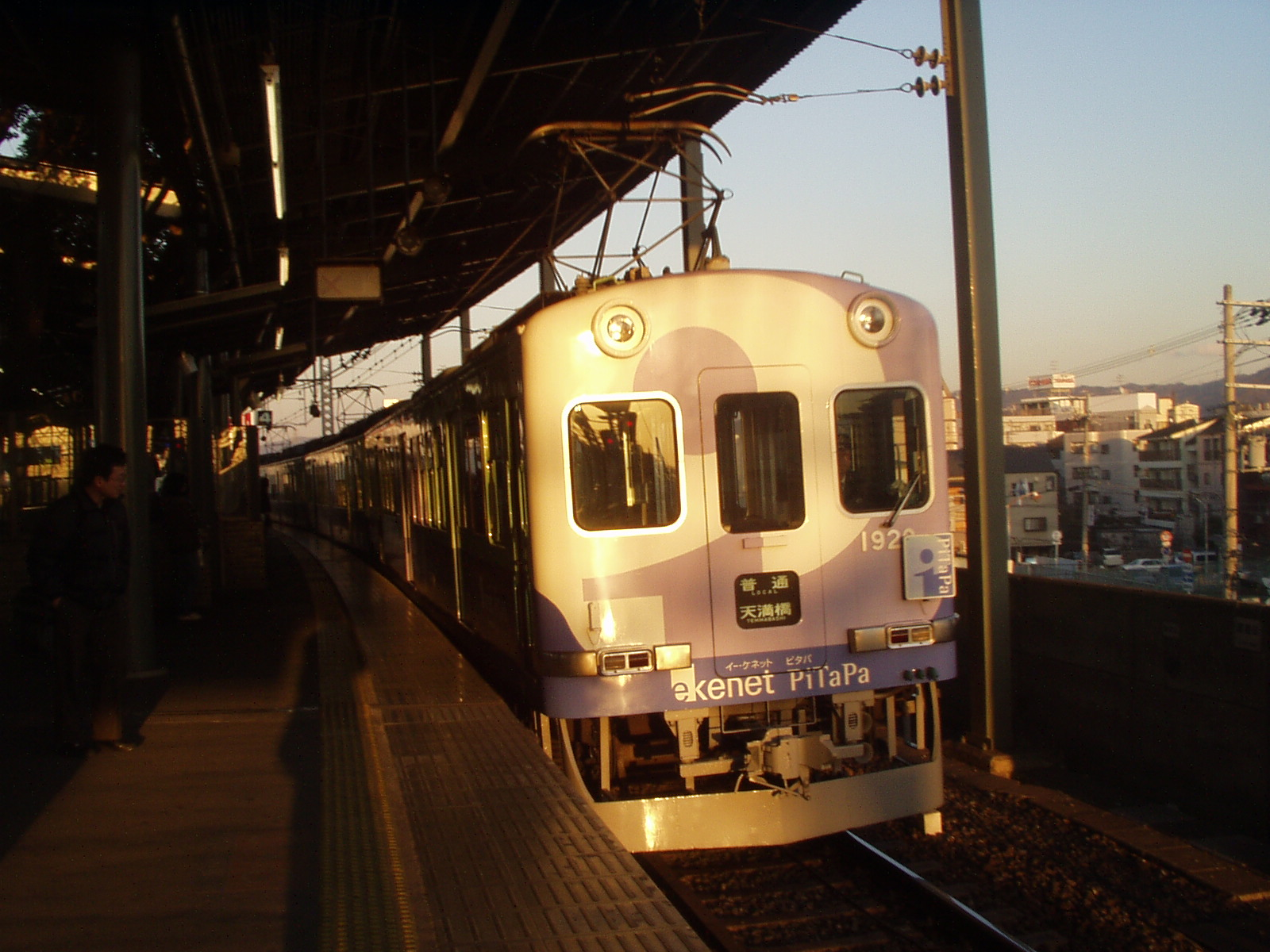
PiTaPa塗装(1919F)（萱島駅）
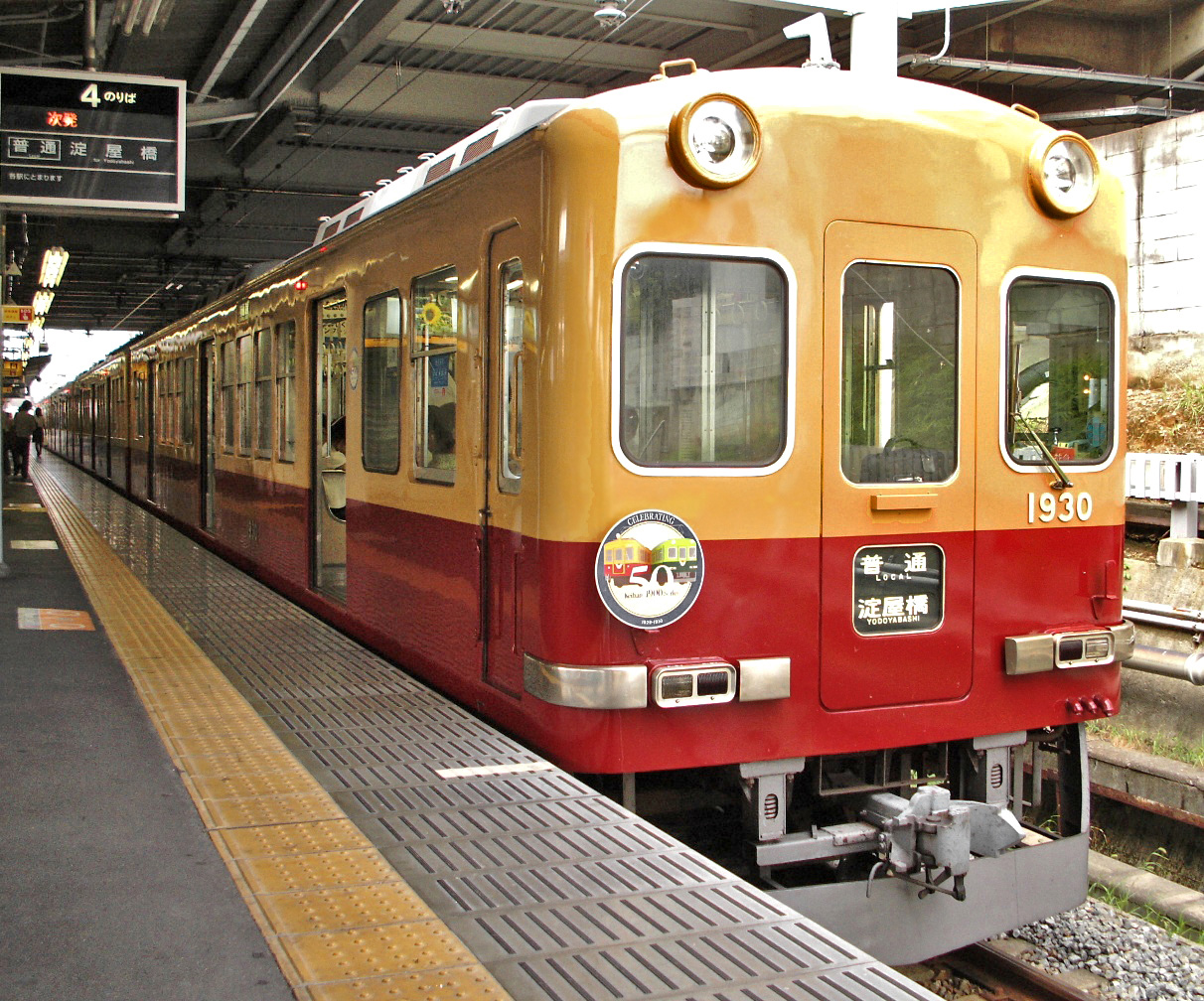
50周年記念ヘッドマークを取り付けた1929F（丹波橋駅）
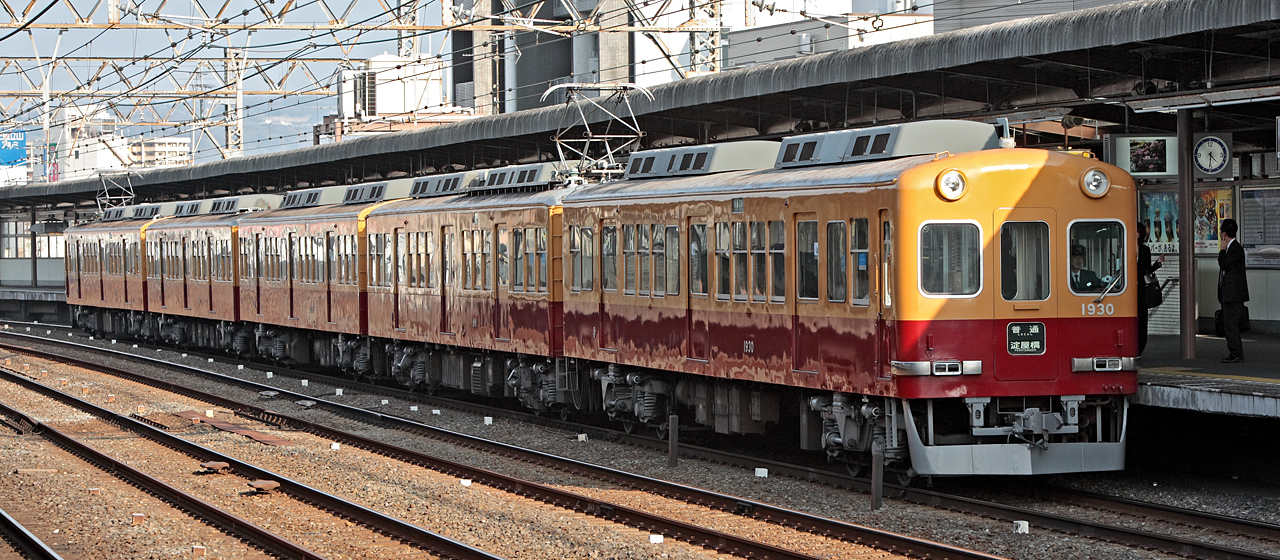
特急塗装で普通運用に就く1900系
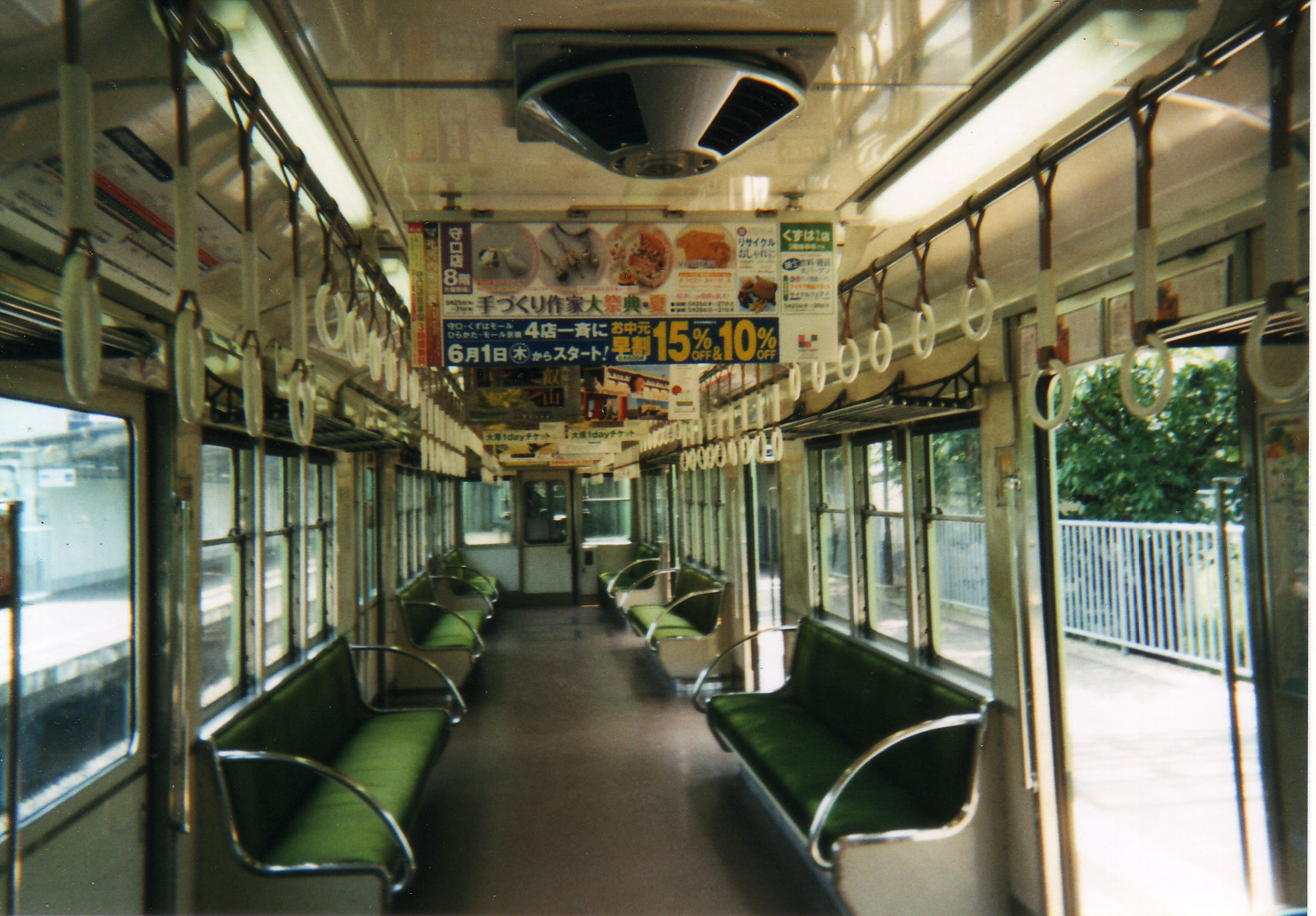
1810系編入車車内（私市駅）

### 第2次廃車

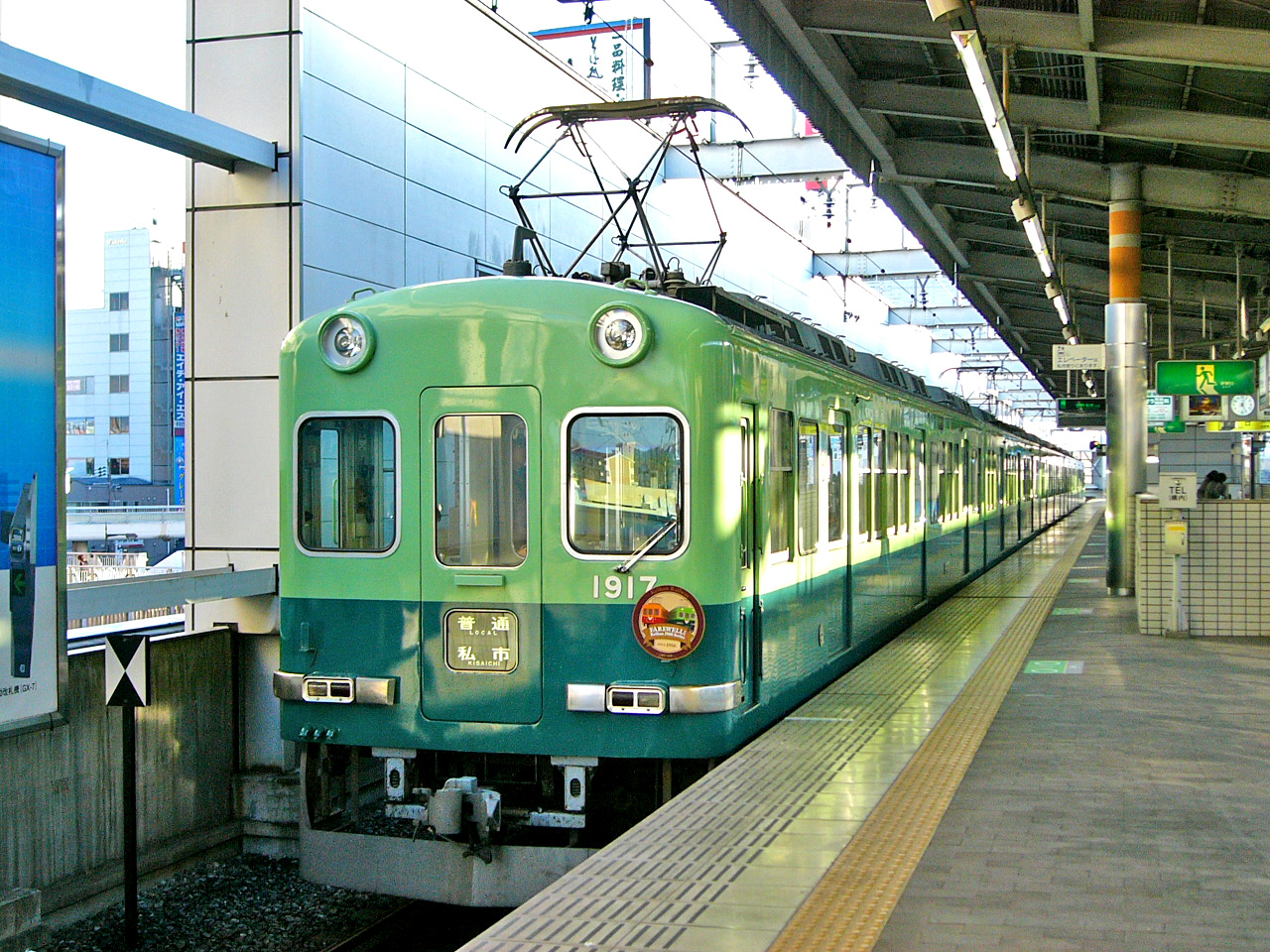
2006年春に除籍された編成の1つ (1917F)。この編成は2006年5月18日に営業運転を終了した。（2006年3月29日 交野線枚方市駅6番線）

本系列は、淀屋橋延伸開業時に製造された1900系（新）でも2006年の段階で車齢42年から43年、1929Fに組み込まれた1810系第1次車の残存する最後の1両である1991に至っては車齢50年で、いずれも準張殻構造の実用化前後に設計された軽量車体を備える鉄道車両としては異例の長寿命となっていた。車齢30年前後の時期に実施された冷房化工事の際に車体の手直しと構体の補強を実施されて大幅な延命措置が図られていたとはいえ、日本国内の他社を見渡してみても本系列と同世代の初期高性能車で現役、それも直通特急のような高速運転を実施する優等列車運用に充当され続けるものはこの時点で他には残っておらず、同型車の大量廃車で故障時に必要となる予備機器の確保は可能となったものの、その将来については予断を許さない状況にあった。
このため、2002年以来となる10000系の投入を2006年3月から5月にかけて再び行うとともに、車両運用の見直しを行うことにより、1919Fと中扉が両開きの旧両運転台車を編成中に含む1929Fの2編成を除く5編成25両が廃車されることとなった。同年3月30日から順次淘汰が始まり、5月18日の1917Fを最後に対象全編成が定期運用から外された。その対象編成には特製のヘッドマークとステッカーが掲出されていた。

### 完全引退へ

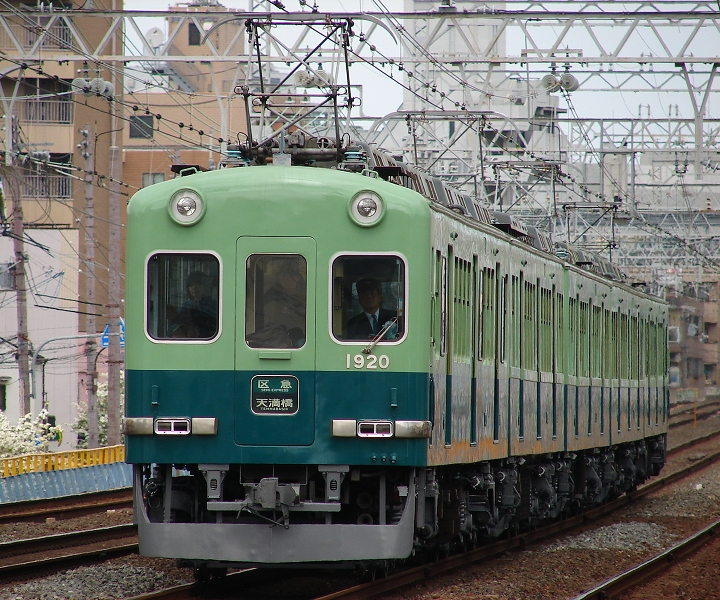
最後まで残った2編成のうちの1編成（一般色）

最後まで残っていた2編成については、2008年4月15日の新CIロゴ発表時に他系列と同様にロゴを先頭車の側面運転席側の車体に貼付したが、10月18日の中之島線開業前日をもって通常運用から離脱し、また1900系自体が同年12月20日をもって引退することも同時に発表された。これにより、10月1日より、「さようなら、ありがとう。」の特製ヘッドマークを掲出して運転された。運用最終の平日となる10月17日には、先頭車前面に鳩マークを装着して朝のK特急「おりひめ」（私市→淀屋橋）と夕方の準急「ひこぼし」（天満橋→私市）に充当された。なお、通常運用としての使用としての最終運用は、その翌日天満橋駅16時29分発の区間急行萱島行きであった。
その後、同年12月20日には両編成によるイベント列車が淀屋橋発三条行臨時特急として運転された。ここでは1919Fが「リバイバル比良号」、1929Fが「リバイバルびわこ号」として特製ヘッドマークを掲出するとともに、前面に特急車両時代の副標と鳩マークが取り付けられ、側面扉横にかつてのサボを再現した「特急」のステッカーが貼られた他、1929Fはフェイスデザインがアルミテープで簡易的に特急車両時代のものに復元された（側面方向幕は黒幕）。新CIロゴはラストランまでに撤去された。
また、2008年夏より中之島線開業に向け、新型車両の3000系 (2代)が試運転を開始し、1900系と顔を並べる場面も見られた。
運行終了
さよならイベント後、2編成共に淀車庫で留置されていたが、12月26日夜には解体工場のある寝屋川車庫まで自走回送された。その後12月31日付で除籍廃車となり、年が明けた2009年（平成21年）1月中旬より1929F→1919Fの順に解体された。
こうして、新造車では最長45年9か月、1810系編入車では最長52年間に渡って運行された本系列はここに全廃となった。さらに併せて3扉ロングシート通勤型車両としての片開き扉車、およびWNドライブ駆動方式の車両も京阪から完全に姿を消した。
中之島線への入線
最後まで残った1919F、1929Fの2編成は、前述の通り、中之島線開業前日に定期運用を終え12月のさよなら運転をもって引退したため定期運用で中之島線に入線した事はないが、2008年10月19日の中之島線開業に先立って、同年8月1日から行われた中之島線試運転の期間中に両編成とも入線の実績がある。

## 組成表
2001年4月1日現在。廃車開始前の編成。太字は1810系からの編入車、車番の前の*は京都方の運転台撤去車、車番の後ろの*は大阪方の運転台撤去車。
| ← 出町柳淀屋橋 → | ← 出町柳淀屋橋 → | ← 出町柳淀屋橋 → | ← 出町柳淀屋橋 → | ← 出町柳淀屋橋 → | ← 出町柳淀屋橋 → | ← 出町柳淀屋橋 → | ← 出町柳淀屋橋 → |
| 形式             | 1900形           | 1980形           | 1950形           | 1980形           | 1900形           | 廃車             | 備考             |
| ---------------- | ---------------- | ---------------- | ---------------- | ---------------- | ---------------- | ---------------- | ---------------- |
| 区分             | Mc               | M                | T                | M                | Mc               |                  |                  |
| 車両番号         | 1913             | 1997*            | 1958             | *1985            | 1914             | 2006年3月30日    |                  |
| 車両番号         | 1915             | 1987*            | 1955             | *1986            | 1916             | 2006年3月30日    |                  |
| 車両番号         | 1917             | 1998             | 1953             | *1994            | 1918             | 2006年5月18日    |                  |
| 車両番号         | 1919             | 1993*            | 1952             | *1990            | 1920             | 2008年12月31日   |                  |
| 車両番号         | 1921             | 1995*            | 1956             | *1996            | 1922             | 2006年3月30日    |                  |
| 車両番号         | 1923             | 1989*            | 1957             | *1988            | 1924             | 2001年12月28日   |                  |
| 車両番号         | 1925*            | 1983             | 1950*            | 1984             | *1926            | 2006年4月16日    |                  |
| 車両番号         | 1927             | 1981             | 1951             | 1982             | 1928             | 2001年12月28日   |                  |
| 車両番号         | 1929             | *1992*           | 1954             | *1991*           | 1930             | 2008年12月31日   | 特急色           |